# Ahmedabad
Pour les articles homonymes, voir Ahmadabad (homonymie).
Ahmedabad  (gujarati : અમદાવાદ ; du persan احمدآباد (ahmad-âbâd) ; « la ville d'Ahmed »)  est la principale ville de l'État du Gujarat, dans le nord-ouest de l'Inde.
Elle compte environ 6 millions d'habitants, c'est la sixième ville de l'Inde.
Autrefois appelée la « Manchester de l'Inde » en raison de la forte concentration d'usines textiles, il ne reste aujourd'hui que très peu de choses de ce patrimoine textile.
Elle fut la capitale de l'État de 1960 à 1970, date à laquelle cette dernière fut déplacée à Gandhinagar.
Située sur les rives de la rivière Sabarmati, elle jouit d'un climat chaud et sec.

## Géographie
Ahmedabad est située dans la partie nord-occidentale de l'Inde à une altitude moyenne de 53 m.
La ville occupe les rives du fleuve Sabarmati.
La Sabarmati voit souvent le niveau de ses eaux fortement baisser en été et son cours se réduit alors à un simple filet d'eau.
La ville se trouve dans une région aride victime de la déforestation.
Les alentours sont menacés par la désertification.
La ville est constituée  essentiellement de terrains plats.
Deux lacs se trouvent dans les limites intérieures de la ville, le lac Kankaria, construit au XVIe siècle et le lac Vastrapur à l'ouest de la ville.

### Climat
Le climat de Ahmedabad est semi-aride avec influence de la mousson (type BSh selon la classification de Köppen).
On distingue trois saisons climatiques: l'été, la mousson et l'hiver.
En dehors de la saison de la mousson, le climat est sec.
Le climat est très chaud de mars à juin avec des moyennes maximales atteignant 41,5 °C en mai.
De novembre à février, les températures sont plus fraîches avec des moyennes minimales atteignant 11,8 °C en janvier.
Les vents du nord soufflant à cette période de l'année sont responsables de cette baisse des températures.
La mousson du sud-ouest apporte un climat humide de la mi-juin à la mi-septembre.
Des pluies torrentielles surviennent épisodiquement durant cette saison et sont à l'origine d'inondations.
Les températures records enregistrées sont 47 °C pour la plus haute et 5 °C pour la plus basse.
| Mois                                | jan. | fév. | mars | avril | mai  | juin | jui. | août | sep. | oct. | nov. | déc. | année |
| ----------------------------------- | ---- | ---- | ---- | ----- | ---- | ---- | ---- | ---- | ---- | ---- | ---- | ---- | ----- |
| Température minimale moyenne (°C)   | 11,8 | 13,9 | 18,9 | 23,7  | 26,2 | 27,2 | 25,6 | 24,6 | 24,2 | 21,1 | 16,6 | 13,2 | 20,6  |
| Température moyenne (°C)            | 20,1 | 22,2 | 27,3 | 31,7  | 33,9 | 32,8 | 29,5 | 28,2 | 29,1 | 28,5 | 24,7 | 21,3 | 27,4  |
| Température maximale moyenne (°C)   | 28,3 | 30,4 | 35,6 | 39,8  | 41,5 | 38,4 | 33,4 | 31,8 | 34   | 35,8 | 32,8 | 29,3 | 34,3  |
| Précipitations (mm)                 | 2    | 1    | 0    | 3     | 20   | 103  | 247  | 288  | 83   | 23   | 14   | 5    | 789   |
| Nombre de jours avec précipitations | 0,3  | 0,3  | 0,1  | 0,3   | 0,9  | 4,8  | 13,6 | 15   | 5,8  | 1,1  | 1,1  | 0,3  | 43,6  |

### Transports
La ville est desservie par l'Aéroport international Sardar Vallabhbhdaie Patell qui se trouve à 2 km du centre-ville.
La ville possède plusieurs gares : Kalupur, Maninagar, Vatva, Gandhigram, Asarva, Chandlodia, Kaligam, Vastrapur, Sabarmati, Sarkhej, Naroda et Aamli, la principale étant celle de Kalupur. Ces gares sont reliées au réseau de l'Indian Railways (Zone 6).
Le réseau routier relie Ahmedabad par la NH-8 à Bombay et New-Delhi, la NH-8C à Gandhinagar, à Vadodara par l'NE1 et elle fait partie du Quadrilatère d'or.
Le système de transit rapide par bus, (Bus Rapid Transit System, B.R.T.S., en anglais), a été créé en 2009 pour améliorer la rapidité des déplacements mais aussi faire baisser la pollution de l'air. Le projet de Métro MEGA s'inscrit également dans la même démarche.

## Histoire
L'établissement de la ville d'Ahmedabad peut être situé entre les IXe et XIe siècles, où une localité du nom d'Ashaval ou Ashapalli — dont les vestiges sont localisés vers le Calico Mill —, constitue le centre d'un petit royaume Bhîl. À la fin du XIe siècle, Ashaval est conquise par le roi Solankî Karna Ier, prince d’Anhilwara (l’actuelle Patan). Après sa victoire, Karna Ier rebaptise la ville du nom de Karnavati, qu'il fait agrandir. Le règne des Solankî s'achève au XIIIe siècle quand le Goudjerate passe sous la domination de la dynastie Vâghelâ de Dvârakâ. La région est ensuite sous domination du Sultanat de Delhi, à la fin du XIIIe siècle. Au début du XVe siècle, un sultanat indépendant, le sultanat du Goudjarat, dirigé par la dynastie musulmane Muzaffaride, est établi depuis Patan. Autour de 1411, le sultan Ahmed Shah déplace la capitale à Ashaval. C'est alors le fondement de l'Ahmedabad actuelle, favorisée par sa position centrale au sein du Goudjerate. Elle s'étend rapidement et en 1487, le petit-fils d'Ahmed Shah, Mahmud Begada, fait construire des fortifications à douze portes, 189 fortins et y place une garnison de 6 000 hommes pour protéger la ville. Sous le règne du dernier sultan Muzaffar III, la ville dépérit.
Le Gujarat est conquis par l'empereur moghol Akbar en 1573. Sous le règne moghol, la ville devient un centre commercial d'importance, particulièrement pour les textiles, qui sont exportés jusqu'en Europe. Une famine faillit avoir raison de la ville en 1630.
En 1753, Ahmedabad est mise à sac par les généraux marathes Raghunath Rao et Damadschi Gekwad, ce qui signe la fin du règne des moghols sur la ville.
Elle est finalement prise par la Compagnie anglaise des Indes orientales en 1818. Sous la domination britannique, un cantonnement militaire est établi, et la ville est intégrée à la province de Bombay. Les Britanniques instaurent une administration municipale, des collèges et des hôpitaux. La ville devient aussi un centre pour les milieux universitaires et intellectuels de l'Inde occidentale.
Ahmedabad est aussi un centre important pour le mouvement d'indépendance indien, d'une grande activité militante nationaliste de 1920 à 1947 (l'Ashram de Sabarmati, Gujarat Vidyapeeth et autres). Les révoltes populaires de paysans dans les environs ainsi que les grèves des travailleurs des industries textiles y sont particulièrement fortes dans la ville.
C'est d'Ahmedabad que Gandhi lance la Marche du sel en 1930.

Bidonvilles d'Ahmedabad dans les années 1980. Institute for Housing and Urban Development Studies (IHS)
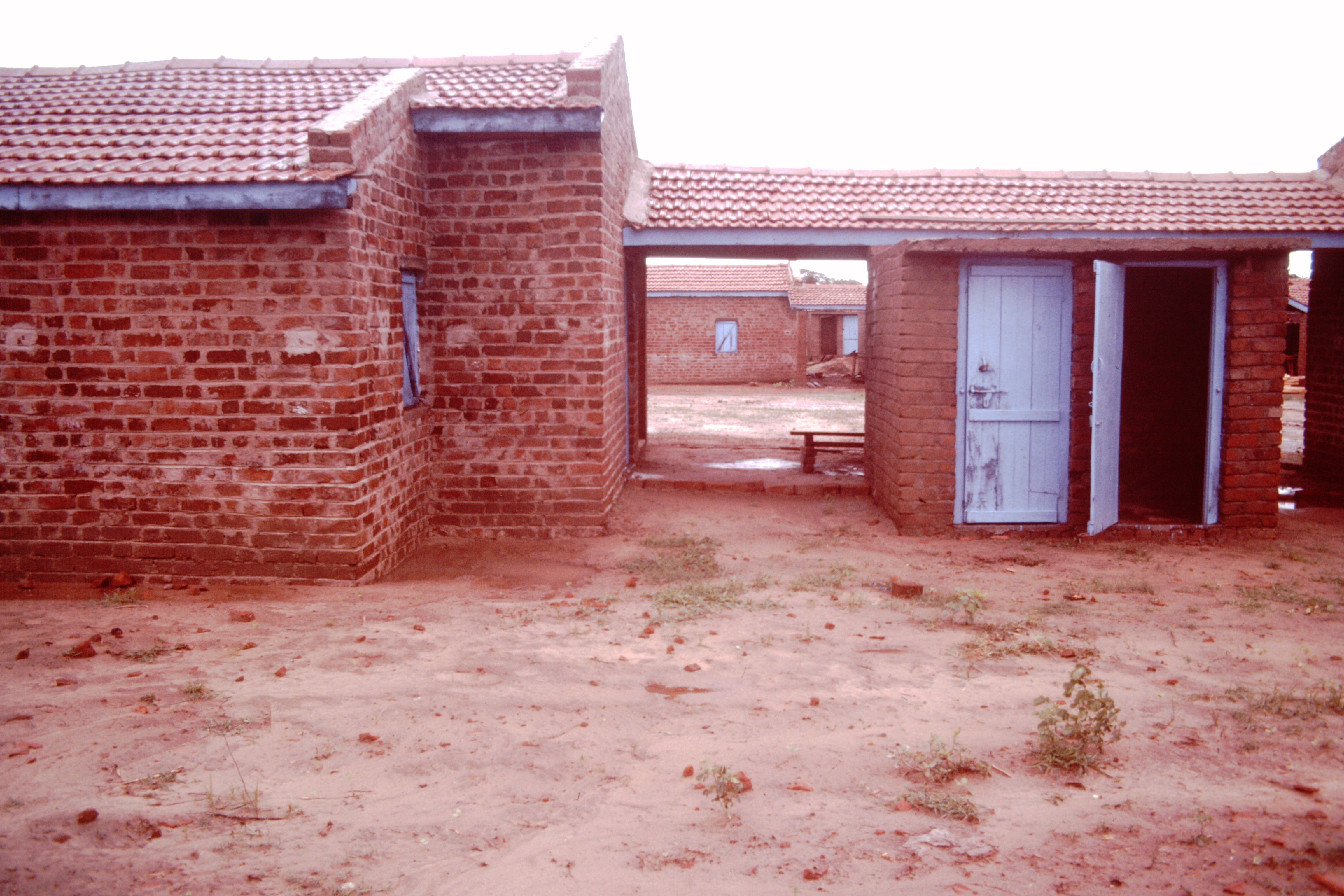
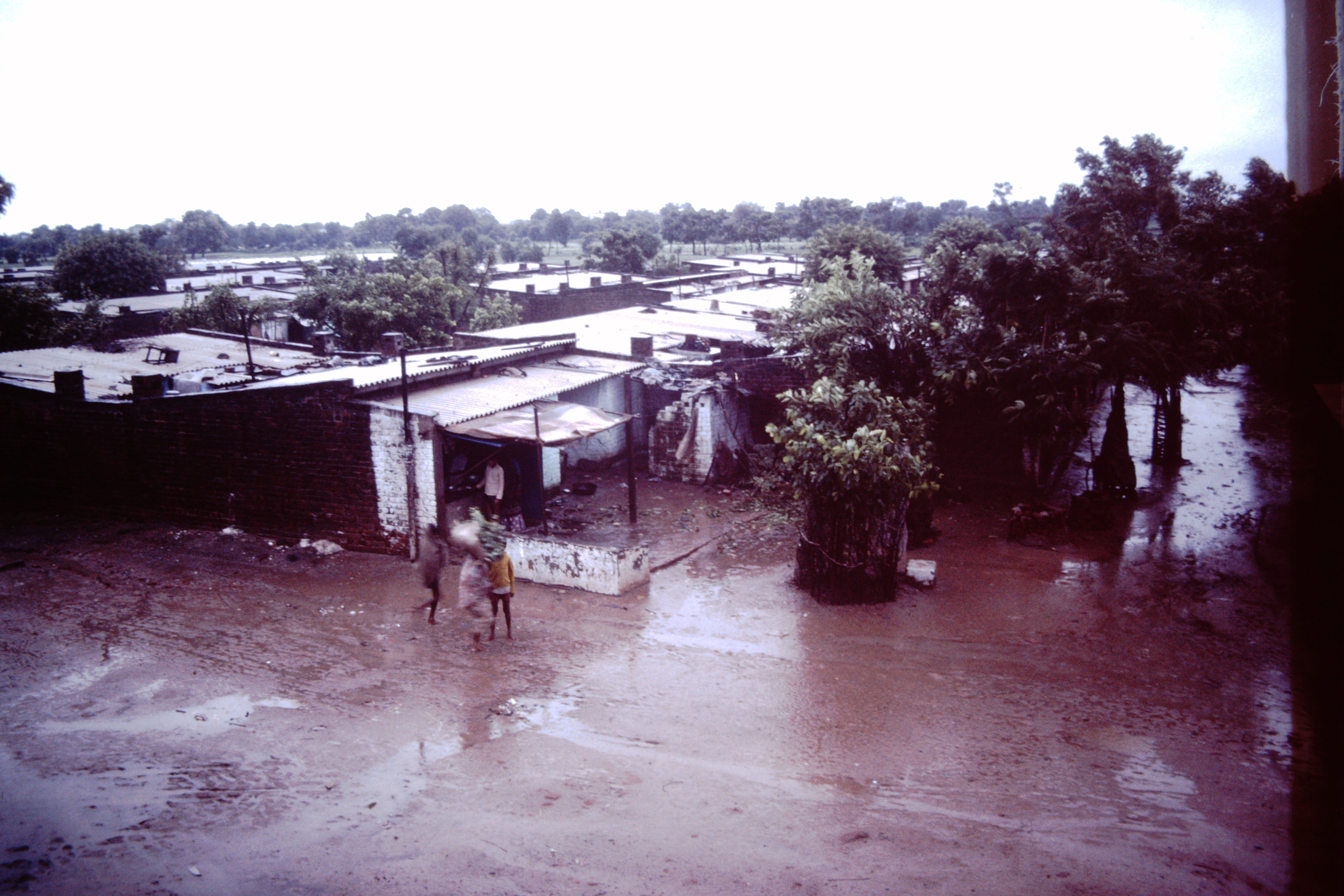
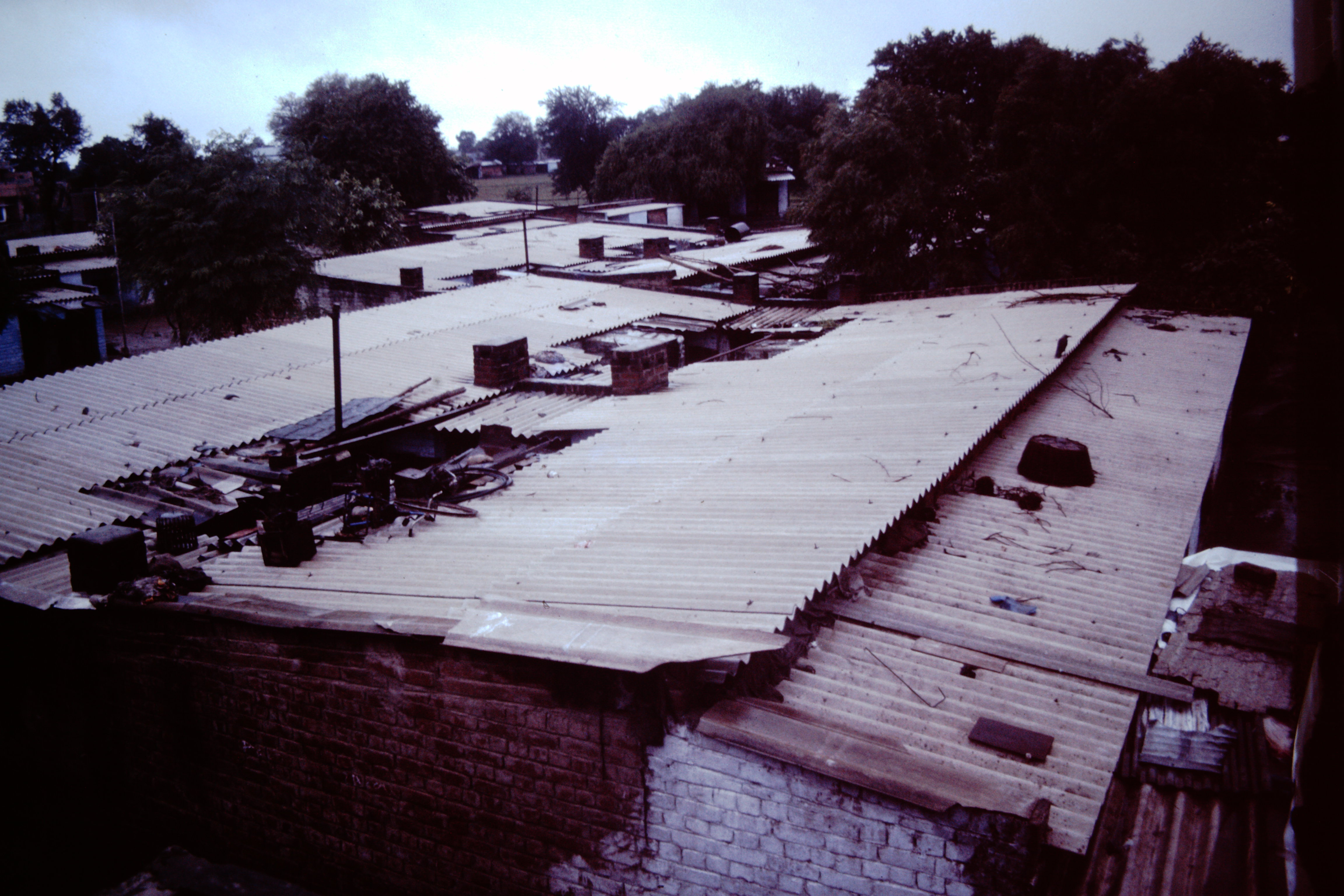

La ville et le Gujarat en général sont touchés le 26 janvier 2001 par un des plus violents tremblements de terre (magnitude 7,9) en Inde depuis 50 ans.
En 2002, des affrontements entre hindous et musulmans font plus de 2 000 morts en trois jours. Des boutiques, restaurants et mosquées sont saccagés alors que des familles musulmanes brûlaient vives dans leurs maisons. Les émeutes font suite à un incendie, le 27 février, d'un train ramenant des extrémistes hindous (58 morts, la plupart des femmes et des enfants). Les médias ont accusé les musulmans alors qu'il ne s'agissait en fait que d'un simple accident. Il s'agit des pires affrontements entre les deux communautés depuis 1992.
Dans un appel lancé à la radio et à la télévision, le premier ministre indien Atal Bihari Vajpayee déclare que ces violences interreligieuses représentent une « honte pour la Nation ».
En 2008, seize attentats simultanés font 45 morts et plus de 150 blessés. Deux des explosions se sont produites dans le quartier résidentiel de Maninagar, le fief du chef du gouvernement local, très critiqué pour avoir fermé les yeux sur les affrontements entre hindous et musulmans qui avaient fait quelque 2 000 morts à Ahmedabad en 2002 (voir ci-dessus).

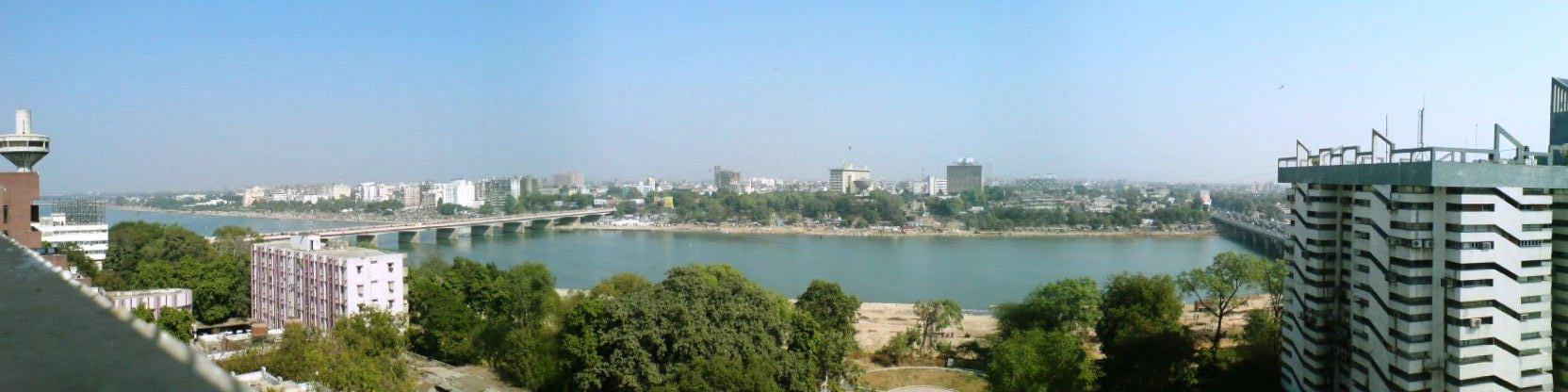
Aménagement des berges du fleuve Sabarmati (architecte), ouvertes à la promenade après que les populations à majorité musulmanes qui les habitaient aient été rejetées en dehors de la ville, près d'une montagne de déchets, à Pirana, au Sud.
Premier projet - commencé en 1996 - d'espace public, mené à grande échelle, dans le pays.

## Économie
Ahmedabad est le plus grand centre industriel intérieur en Inde occidentale, et a historiquement joui d'une réputation de base importante de commerce et d'industrie. C'est aussi l'ancienne capitale de l'actuel Premier Ministre Indien, Narendra Modi, de 2001 à 2014, où ses réformes économiques ont permis une très forte croissance du Gujarat et de sa capitale, Ahmedabad, lui permettant de servir de base à son élection fédérale, le 26 mai 2014.
Pendant le règne des Muzaffarides, la ville était une destination commerciale importante pour l'Inde occidentale, en raison de sa proximité du port de Surate et pour son accès à l'arrière-pays du Gujarat.
Au XIXe siècle, l'industrie de textile et de vêtements s'est développée et a prospéré dans la ville. En mai 1861, Ranchhodlal Chhotalal fonde le premier moulin indien de textile, la compagnie de rotation et de tissage d'Ahmedabad. Celui-ci a été suivi pour  l'établissement d'une série de moulins de textile tels que les moulins de calicot en 1880 par Maganbhai, et les moulins fondés par des industriels tels qu'Ambalal Sarabhai et les moulins de Kasturbhai Lalbhai.[3][Quoi ?] Arvind, situés à Ahmedabad, est l'un des plus grands moulins de textile dans le pays.
Ahmedabad a une industrie prospère de produits chimiques et de pharmaceutiques. Deux des plus grandes compagnies pharmaceutiques de l'Inde (dont Zydus Cadila, Torrent Pharmaceuticals) sont basés dans la ville. La ville est aussi le siège social du groupe Adani, une grande multinationale commerciale. Le groupe industriel Nirma, possède un grand nombre d'unités industrielles détersives et chimiques, a également son siège social dans la ville.
L'accomplissement et l'opération du projet de Sardar Sarovar des barrages et des canaux a amélioré considérablement l'approvisionnement en eau potable et électricité de la ville.
Ces dernières années, le gouvernement du Goudjerate (Gujarat en anglais) a augmenté l'investissement dans la modernisation de l'infrastructure de la ville, prévoyant la construction de plus grandes routes et des améliorations à l'approvisionnement en eau, à l'électricité et aux communications.
Les entreprises actives en technologies de l'information se sont fortement développées dans l'agglomération d'Ahmedabad.
Une main-d'œuvre diverse des travailleurs migrants de différentes parties du Goudjerate et des États voisins joue un rôle important pour l'économie de la ville. Ces ouvriers fournissent le travail et les services essentiels de ménage pour la grande bourgeoisie de la ville.
Ahmedabad fournit les ressources et un pôle commercial aux économies des villes voisines. Une majorité des citoyens en âge de travailler à Ahmedabad sont des commerçants et des personnes d'affaires. Ceci a mené à la création de sociétés et de guildes marchandes principales d'artisans qui ont une grande influence dans la vie économique du Goudjerate.
Les établissements éducatifs et industriels de la ville ont attiré des étudiants et de jeunes ouvriers habiles du reste de l'Inde.
Ahmedabad possède comme porte d'entrée l'Aéroport international Sardar Vallabhbhai Patel (code AITA : AMD), en forte croissance et actif pour tous vols intérieurs et internationaux.

## Éducation
Ahmedabad est une ville universitaire dynamique avec de nombreuses écoles d'ingénieurs et des écoles de commerce.
La plus connue d'entre elles est sans doute l'Institut indien de management d'Ahmedabad. La National Institute of Design est aussi une école de design très réputée.

## Culture

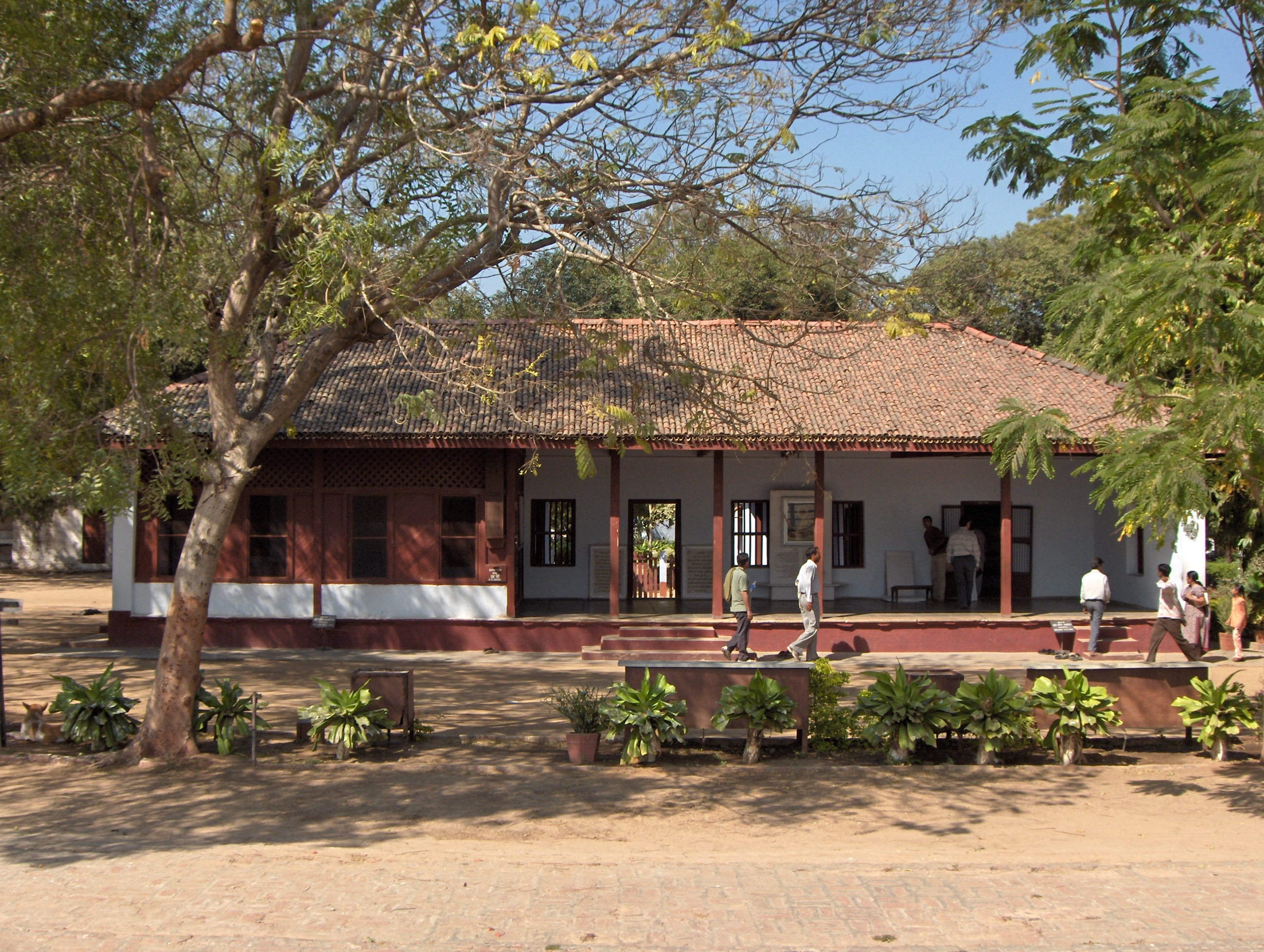
L'Ashram de Sabarmati, établi par le Mahatma Gandhi.

Ahmedabad a une grande richesse culturelle, étant le centre des activités culturelles de Gujarat et des diverses fêtes et traditions des différentes communautés ethniques et religieuses. Les célébrations et fêtes populaires incluent Uttarayan - Féstival annuel de cerf-volant (le 14 janvier). Les neuf nuits de Navratri sont célébrées par l'exécution des Garba - la danse folklorique du Goudjerate - à travers la ville.
Le festival des lumières - Deepavali, qui dure cinq jours en général en octobre, est célébré par l'éclairage de lampes dans chaque maison, la  décoration des planchers avec du rangoli et nombreux pétards.
D'autres festivals tels que Holi, l'Eid et Noël y sont célébrés avec enthousiasme. Le cortège annuel de Rathyatra la date d'Ashadh-lessive-bij du calendrier hindou et le cortège de Tajia pendant le mois saint musulman de Muharram sont parties intégrales de la culture de la ville.
Les habitants d'Ahmedabad apprécient des traditions culinaires riches. La forme la plus populaire de repas - un thali typique Gujarati (repas) - se compose de rotis, de dal, de riz et du Shaak (légumes cuits, parfois avec le cari), avec des accompagnements de pickles au vinaigre et des papads rôtis. Les boissons populaires incluent le babeurre et le thé ; les plats doux incluent les laddoos et la mangue.
Il y a beaucoup de restaurants, qui servent une grande sélection de cuisines indiennes et internationales. La plupart servent seulement de la nourriture végétarienne, car une forte tradition de végétarisme est maintenue par les Jaïns et les communautés hindoues de la ville.
Le premier Pizza Hut tout-végétarien dans le monde a ouvert à Ahmedabad.
Les vêtements traditionnels appelés Chania Cholis (incrustés des miroirs) sont vendus le soir aux Law-Gardens, un des jardins publics de la ville.
Des quartiers d'Ahmedabad sont reconnus pour leur spécialité d'art folklorique. Le quartier de Paldi est célèbre pour des magasins vendant des travaux de broderie de région de Kutch et de Saurashtra. Les artisans de Rangeela pôle sont célèbres pour faire des bandhinis (travail de teinture), alors que les magasins de cordonnier de Madhupura vendent les chaussures traditionnelles de mojri.
Des idoles de haute qualité de Ganesh et d'autres icônes religieuses sont massivement produites dans la région de Gulbai Tekra. L'architecture victorienne est présentée dans la plupart des universités, gares et bâtiments de gouvernement, principalement construits pendant la période coloniale.
Beaucoup d'intellectuels de Gujarati ont émigré à Ahmedabad pour sa prospérité. Trois établissements littéraires principaux ont été établis à Ahmedabad pour la promotion de la littérature de Gujarati - Goudjerate Vidhya Sabha, Gujarati Sahitya Parishad et Goudjerate Sahitya Sabha. Les musiciens et les instrumentalistes de à travers le monde viennent pour exécuter au festival populaire de musique classique ont tenu chaque 1er janvier par l'école de Saptak de la musique.
Le Gandhi Smarak Sangrahalaya et le mémorial national de Sardar Vallabhbhai Patel ont un affichage permanent des photographies, des documents et d'autres articles de Mahatma Gandhi et de Sardar Patel, respectivement. Le musée de calicot des textiles a une grande collection de tissus, de vêtements et de textiles indiens et internationaux. Ahmedabad maintient une tradition littéraire populaire forte dans de grandes bibliothèques publiques gérées par les sociétés, la recherche et les établissements et les universités littéraires de gouvernement. La bibliothèque de Hazrat Pir Mohammad Shah a une collection de manuscrits originaux rares en arabe, persan, ourdou, sindhi et langues turques.
Le Sanskar Kendra - un des nombreux bâtiments à Ahmedabad conçu par Le Corbusier - est un musée de ville dépeignant l'histoire, l'art, la culture et l'architecture d'Ahmedabad.
La ville historique d'Ahmedabad est inscrite au patrimoine mondial de l'UNESCO depuis le 8 juillet 2017.

## Architecture

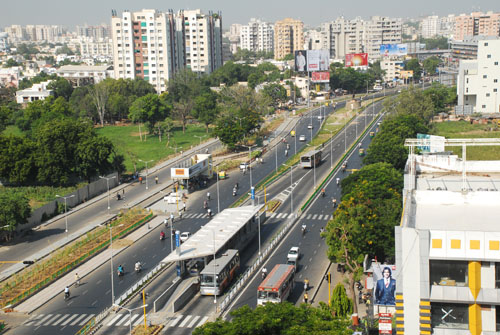
Ahmedabad BRTS.

L'histoire architecturale d'Ahmedabad s'étend à travers le dernier millénaire. La période du sultanat du Goudjerate a été particulièrement féconde en réalisations artistiques et architecturales, avec l'essor d'un art et d'une architecture indo-islamique composites, imprégnées fortement des arts hindous (notamment par l'architecture maru-gurjara (en)) ; populaire dans le nord-ouest de l'Inde médiévale) et de l'architecture islamique. Celles-ci auront une influence conséquente dans le développement des architectures moghole et indo-sarracénique, postérieures de plusieurs siècles. Beaucoup de mosquées dans la ville sont construites dans ce style singulier au Goudjarat, qui les rapprochent des vieux temples jaïns et hindous du secteur.
Le centre historique d'Ahmedabad se démarque également par sa richesse architecturale à l'échelle du bâti vernaculaire. De nombreuses grandes demeures ou maisons bourgeoises, les haveli, et des constructions plus modestes, enserrées dans la ville autrefois fortifiée, sont des réalisations remarquables qui témoignent de la diversité des styles (architectures vernaculaire goudjaratie, marathe, victorienne, etc.) et de la qualité artisanale (dont le travail du bois) qui ont caractérisé Ahmedabad entre les XVIIe et XXe siècles.
- La période post-coloniale.

La ville possède une très importante collection de bâtiments modernistes conçus dans les années 1945 à 1965 par des architectes renommés tels que Louis Kahn, Le Corbusier et Charles Correa.
Les grands familles d'industriels du textile étaient encore riches après la Partition de l'Inde en 1947, et certaines étaient aussi célèbres pour leur gout de l'art et de l'architecture moderne. La famille Sarabhai par exemple fut cliente, pour la Villa Sarabhai, de Le Corbusier.
Dans les années 1950 et 60, ces familles avaient requis les services de Frank Lloyd Wright, Le Corbusier, Louis Kahn et Buckminster Fuller, les invitant à Ahmedabad pour y dessiner des bâtiments publics et privés.
Le Calico Dome en fut un des exemples. Sous un des fameux dômes géodésiques de Buckminster Fuller, un magasin de textile fut construit au cœur de la vieille ville. Le bâtiment tomba progressivement à l'abandon lorsque l'industrie textile se déplaça à Bombay, et son dôme s'effondre en partie lors du séisme de 2001. Depuis Mars 2025, il est en cours de restauration.
La partie ancienne en briques des bâtiments de l'Indian Institut of Management a été construite par Louis Kahn, architecte américain d'origine estonienne.
Le fameux architecte Balkrishna Vithaldas Doshi y a installé son agence Sangath.

## Lieux et monuments
- grande mosquée (Jami Masjid) construite en 1424 ;
- mosquée  Siddi Saiyyed avec ses fenêtres finement ciselées dans la pierre (jali) ;
- mosquée Siddi Bashir dite 'des minarets tremblants' ;
- Sarkhej (Mausolée musulman et mosquée) ;
- Swaminarayan Temple (temple hindou) ;
- puits sculpté (Dada Hari), monument exceptionnel ;
- musée du textile (Calico Museum), l'un des plus beaux au monde ;
- Gandhi Smarak Sangrahalayal, l'Ashram de Gandhi, aujourd'hui musée (Ashram de Sabarmati)de Charles Correa ;
- l'institut d'Indologie de Balkrishna Doshi ;
- l'école de commerce  IIM construite par  Louis Kahn ;
- le Palais des Filateurs, le Sanskar Kendra (Musée Municipal), la villa Shodan et la villa Sarabhai par Le Corbusier.

## Personnalités liées à la communauté
- Ela Bhatt (1933-2022), avocate et militante indienne.
- Gautam Adani (1962-), milliardaire indien et troisième personne la plus riche du monde.

## Jumelages
| Ville | Ville          | Pays | Pays       | Période                  |
| ----- | -------------- | ---- | ---------- | ------------------------ |
|       | Astrakhan      |      | Russie     |                          |
|       | Columbus       |      | États-Unis |                          |
|       | Jersey City    |      | États-Unis |                          |
|       | Rio de Janeiro |      | Brésil     |                          |
|       | Valladolid     |      | Espagne    | depuis le 3 juillet 2017 |

## Galerie

Rue devant la gare ferroviaire.
Louis Kahn Plaza.
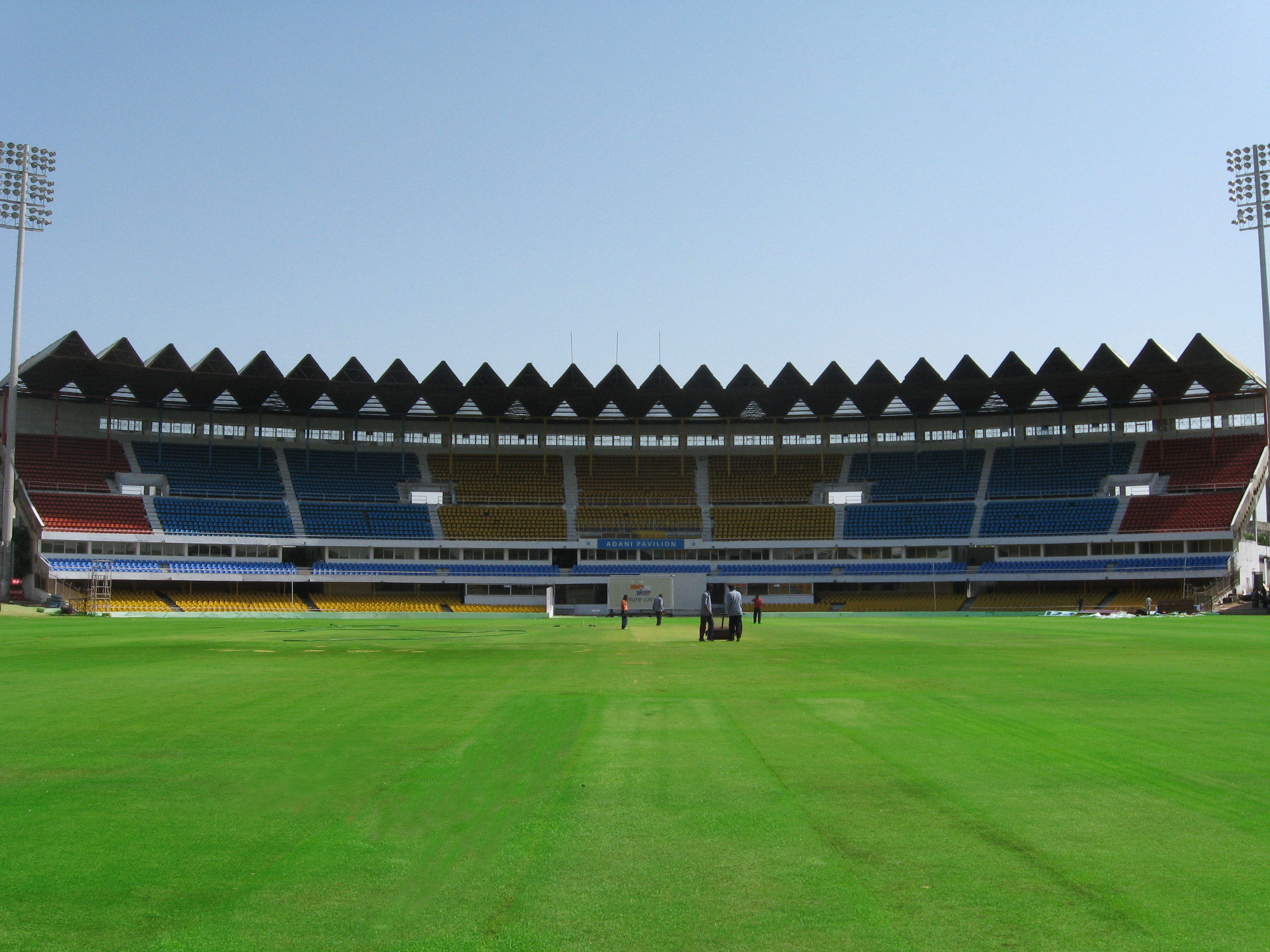
Le Stade Sardar Patel.
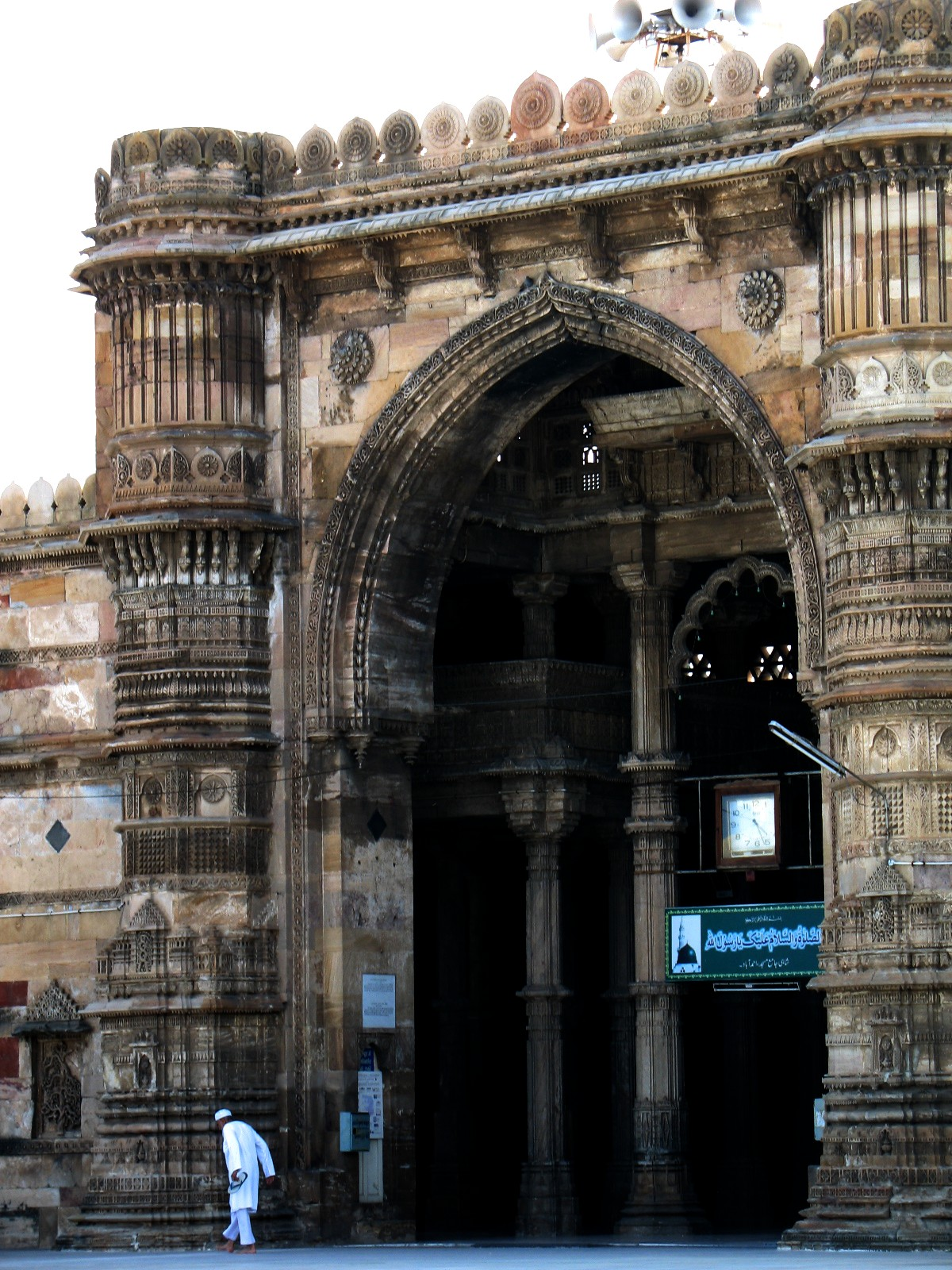
La mosquée Jami Masjid.